# Fraccionamiento San Isidro
Fraccionamiento San Isidro är en ort i Mexiko.   Den ligger i kommunen Santiago Pinotepa Nacional och delstaten Oaxaca, i den sydöstra delen av landet, 400 km söder om huvudstaden Mexico City. Fraccionamiento San Isidro ligger 221 meter över havet och antalet invånare är 602.
Terrängen runt Fraccionamiento San Isidro är platt åt sydväst, men åt nordost är den kuperad. Runt Fraccionamiento San Isidro är det ganska tätbefolkat, med 60 invånare per kvadratkilometer. Närmaste större samhälle är Santiago Pinotepa Nacional, 2,9 km sydost om Fraccionamiento San Isidro. Omgivningarna runt Fraccionamiento San Isidro är en mosaik av jordbruksmark och naturlig växtlighet.